# Dunafalva
Dunafalva (deutsch Donaudorf) ist eine ungarische Gemeinde im Kreis Baja im Komitat Bács-Kiskun.

## Geografische Lage
Dunafalva liegt gut 17 Kilometer südwestlich der Kreisstadt Baja am linken Ufer der Donau. Nachbargemeinden sind Sárhát und Nagybaracska. Am gegenüberliegenden Donauufer befindet sich die Gemeinde Dunaszekcső.

## Sehenswürdigkeiten
- Heimatgeschichtliche Sammlung (Helytörténeti gyűjtemény)
- Römisch-katholische Kirche Szent István király

## Verkehr
Durch Dunafalva verläuft die Nebenstraße Nr. 51145. Es bestehen Busverbindungen über Nagybaracska und Bátmonostor nach Baja, wo sich der nächstgelegene Bahnhof befindet. Zudem gibt es eine Fährverbindung über die Donau nach Dunaszekcső.